# Запис Савића крушка (Медвеђа)
Запис Савића крушка (Медвеђа) се налази на парцели чији је власник Савић Стојадин.

## Локација
| Општина             | Медвеђа                                                                     |
| Катастарска општина | Медвеђа                                                                     |
| Потес               | Богдашевац равни                                                            |
| Координате          | 42° 49′ 51″ С; 21° 33′ 33″ И / 42.830800000000004° С; 21.559100000000001° И |
| Надморска висина    | 658m                                                                        |

## Карактеристике
Дендрометријске вредности утврђене на терену и сателитским снимцима:
| Стабло                     | Крушка |
| Висина стабла              | m      |
| Обим дебла                 | m      |
| Пречник крошње             | 6m     |
| Пречник дебла              | m      |
| Висина дебла до прве гране | m      |

## База записа
Запис је у оквиру Викимедија пројекта "Запис - Свето дрво" заведен под редним бројем 1168.